# 175583 Pingtung
175583 Pingtung este un asteroid din centura principală de asteroizi.

## Descriere
175583 Pingtung este un asteroid din centura principală de asteroizi. A fost descoperit pe 15 octombrie 2006 la Observatorul Lulin de Chi-Sheng Lin și Ye Quan-Zhi. Asteroidul prezintă o orbită caracterizată de o semiaxă mare de 3,13 ua, o excentricitate de 0,09 și o înclinație de 11,5° în raport cu ecliptica.